# József Sándor (Mathematiker)

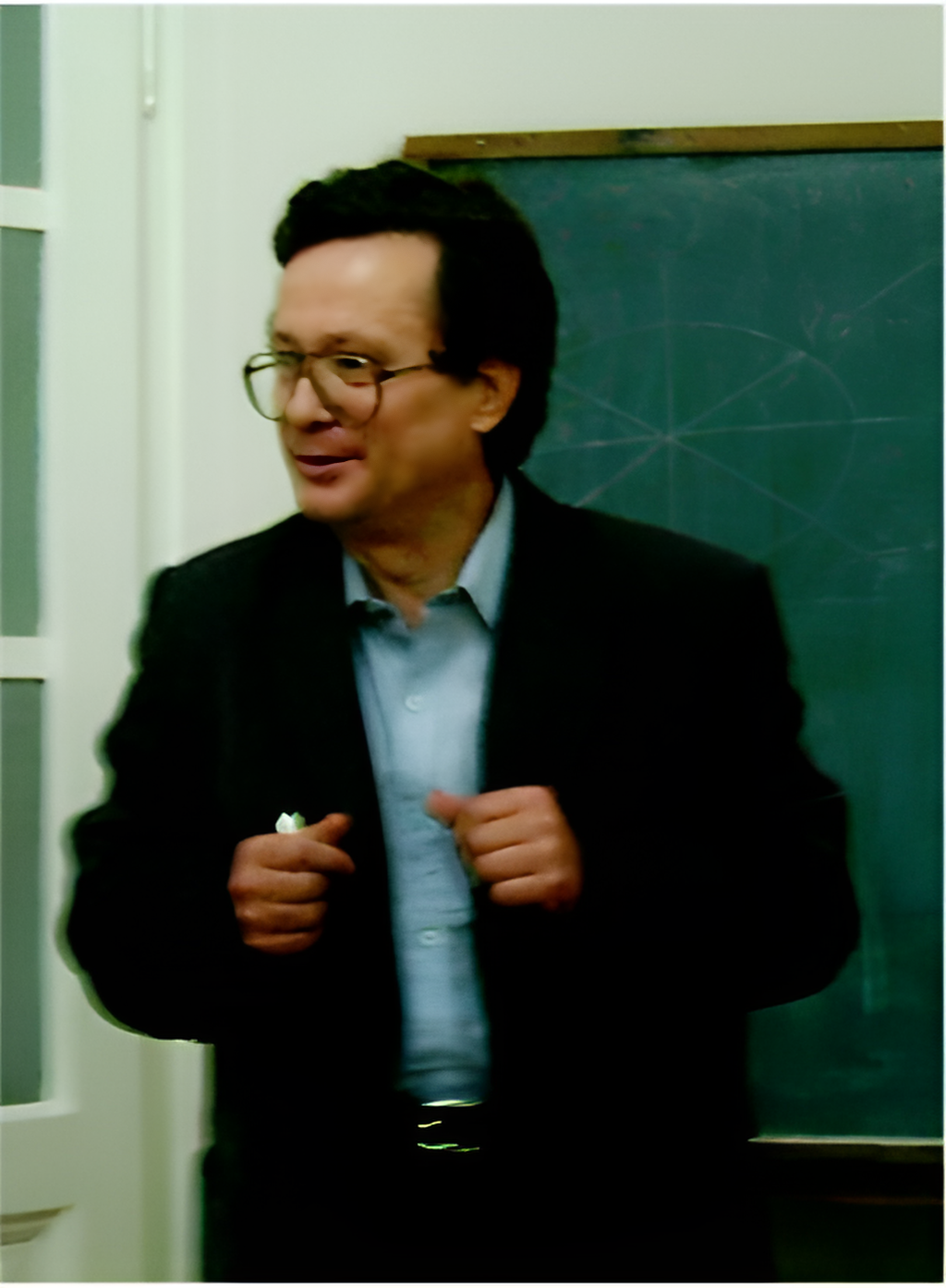
József Sándor, 2015

József Sándor (* 19. November 1956 in Forteni (Farcád) bei Odorheiu Secuiesc, Rumänien) ist ein rumänischer Mathematiker ungarischer Volkszugehörigkeit.
Sandor studierte 1976 bis 1980 Mathematik an der Babeș-Bolyai-Universität Cluj und war dann Mathematiklehrer an Gymnasien (Hermannstadt, Odorheiu Secuiesc). 1997 ging er wieder als Dozent an die Babeș-Bolyai-Universität, wurde dort 1999 promoviert und 2003 Professor.
Sandor befasst sich mit Analysis (spezielle Funktionen wie Gammafunktionen, Geometrie von Hilbert- und Banachräumen, nichtlineare Optimierung, Ungleichungen), Zahlentheorie und Geometrie mit dem Schwerpunkt Ungleichungen. Verschiedene Arten von Mittelwerten und Ungleichungen sind nach ihm benannt.
Mit Dragoslav Mitrinovic und Borislav Crstici veröffentlichte er ein Handbuch der Zahlentheorie.

## Schriften
- mit Dragoslav Mitrinović: Handbook of number theory, Band 1, Kluwer 1996 (in Zusammenarbeit mit Borislav Crstici; der zweite Band ist von Sandor und Crstici)
- Geometrische Ungleichungen (Ungarisch), Cluj 1988
- Geometric theorems, diophantine equations and arithmetic functions American Research Press, Rehoboth, NM, USA, 2002.
- Selected Chapters of Geometry, Analysis and Number theory, RGMIA Monographs in Mathematics, Victoria University of Technology, Australia, 2006.